# Ken Barnes
Kenneth Herbert Barnes (16 martie 1929 – 13 iulie 2010) a fost un fotbalist englez. A jucat ca mijlocaș pentru Manchester City și Wrexham. Și-a început cariera la nivel amator la Birmingham City.
A murit la data de 13 iulie 2010.

## Palmares
Manchester City F.C.
- Câștigător al Cupei FA 1956